# Jange Blomkvist
Jange John Axel Blomkvist, född 12 april 1915 i Lidingö, död 17 augusti 1987 i Västerås Lundby församling, Västerås, var en svensk trädgårdsarkitekt.
Blomkvist som var son till trädgårdsarkitekt Carl Blomkvist och Elin Eriksson, avlade realexamen 1932 samt studerade vid Experimentalfältets trädgårdsskola 1939 och högre trädgårdsskola i Berlin 1943. Han studerade även i Danmark, Schweiz och Italien. Han anställdes hos trädgårdsarkitekt Carl Blomkvist i Lidingö 1942, vid parkförvaltningen i Västerås stad 1950 och bedrev egen konsultverksamhet i Västerås från 1951. Han skrev artiklar i facktidskrifter. Blomkvist är begravd på Lidingö kyrkogård.